# Noyon, Ömnögovi
Noyon (tiếng Mông Cổ: Ноён) là một sum của tỉnh Ömnögovi ở miền nam Mông Cổ. Vào năm 2009, dân số của sum là 1.318 người.

## Địa lý
Sum có diện tích khoảng 10.550 km2. Trung tâm sum, Khovun, nằm cách tỉnh lỵ Dalanzadgad 200 km và thủ đô Ulaanbaatar 880 km.

### Khí hậu
Noyon có khí hậu hoang mạc. Nhiệt độ trung bình hàng năm trong khu vực là 9 °C. Tháng ấm nhất là tháng 7, khi nhiệt độ trung bình là 26 °C và lạnh nhất là tháng 1, với −11 °C. Lượng mưa trung bình hàng năm là 157 mm. Tháng ẩm ướt nhất là tháng 6, với lượng mưa trung bình là 48 mm, và khô nhất là tháng 12, với 2 mm.

## Kinh tế
Sum có một trường học, bệnh viện và khu dịch vụ.